# Virgil Popescu
Virgil Popescu (Zlatna, 1923 – 1989) è stato un allenatore di calcio e calciatore rumeno, di ruolo difensore.

## Palmarès

### Giocatore
- Campionato jugoslavo: 1

Partizan: 1946-1947
- Coppa di Jugoslavia: 1

Partizan: 1946-1947

### Allenatore
- Coppa di Polonia: 1

Legia Varsavia: 1963-1964
- Campionato algerino: 1

JS Kabylie: 1972-1973